# Un giorno di pioggia a New York
Un giorno di pioggia a New York (A Rainy Day in New York) è un film del 2019 scritto e diretto da Woody Allen.
Il film è una commedia romantica con protagonisti Timothée Chalamet, Elle Fanning, Selena Gomez, Jude Law, Diego Luna e Liev Schreiber.

## Trama
Innamorato di New York, Gatsby decide di trascorrere nella metropoli un fine settimana insieme alla sua ragazza Ashleigh, aspirante giornalista, che ha avuto l'incarico di intervistare Roland Pollard, un famoso regista indipendente. Comincia così per i due ragazzi un'indimenticabile e divertente avventura.
Il regista rimane impressionato dalla conoscenza di cinema di Ashleigh e la invita alla visione del suo film in lavorazione. Camminando per la città, Gatsby incontra un suo compagno di college che sta girando un cortometraggio e che gli chiede di sostituire un attore assente per una scena che prevede un bacio; l’attrice si rivela essere Chan, la sorella minore di una sua ex, il che lo imbarazza rendendo difficile la scena. I suoi piani con Ashleigh vengono ulteriormente rimandati quando lei rimane coinvolta con Pollard, che sta vivendo una crisi creativa, e con lo sceneggiatore, Ted Davidoff.
Gatsby si reca con Chan all’appartamento dei genitori di lei, dove canta al piano Everything Happens to Me. I due poi vanno al MET, dove concordano sul loro amore per New York. Qui incontrano gli zii di Gatsby, il quale è quindi costretto a partecipare al gala dei suoi genitori, nonostante le sue precedenti intenzioni.
Nel frattempo Ted, che con Ashleigh è alla caccia del regista, casualmente nota la propria moglie all'ingresso della casa di un amico, il che rende palese la sua infedeltà; i due attendono in strada sino a che, all'uscita della donna, Ted, dopo averla affrontata e aver discusso con lei, manda Ashleigh da sola agli Studios in cerca di Pollard. Giunta agli Studios, la ragazza incontra Francisco Vega, un celebre e fascinoso attore giovane, che subito la invita a continuare in sua compagnia il pomeriggio, nel corso del quale la fa bere e fumare. Gatsby gioca - e vince - a poker e, tornato nella sua stanza d’albergo, vede in tv Ashleigh che viene definita come la nuova fiamma di Vega. Deluso, si sposta al piano bar per bere e qui incontra un'affascinante escort di nome Terry, che decide di assumere per ricoprire il ruolo della sua ragazza al gala dei genitori.
Al termine del pomeriggio, Vega porta Ashleigh nel suo appartamento e qui stanno per avere un rapporto sessuale quando vengono interrotti dall’arrivo inaspettato della fidanzata di lui, intenta a intrattenersi con Vega. Tutto ciò porta la ragazza, rimasta in mutande e reggiseno, a doversi dileguare dall'uscita di sicurezza, indossando un impermeabile preso al volo nell'appartamento a causa della pioggia.
Al party in casa Welles, la madre di Gatsby, da subito sospettosa, scopre presto la verità sul ruolo di Terry; la allontana e decide di rivelare al figlio il segreto della loro famiglia: anche lei è stata una escort, e proprio in un incontro occasionale aveva conosciuto il marito. Poi i due si erano innamorati e con i proventi del suo precedente lavoro di escort erano state gettate le basi della attuale fortuna della famiglia. È per questa sua storia che sin da giovane lei aveva forzato i figli ad avere una grande e versatile preparazione culturale. Dopo questa dichiarazione, il ragazzo cambia completamente opinione sulla madre, che aveva sempre considerato una snob.
Alla fine della serata, Gatsby e Ashleigh si incontrano nuovamente in stanza. La mattina dopo lei gli racconta tutte le disavventure vissute e la coppia decide di fare un giro in carrozza per Central Park. Sta per iniziare a piovere e la ragazza non sembra essere particolarmente interessata e attratta dal paesaggio. Gatsby si rende conto di non essere compatibile con lei e con la vita fuori dalla metropoli come pensava e le dice di tornare al college senza di lui. Alle sei del pomeriggio si reca all'orologio dello Zoo di Central Park, che sa essere il luogo preferito di Chan, a quell'ora, nelle giornate di pioggia. La ragazza infatti appare, e il loro bacio fa intendere che il carattere fermo di lei li renderà felici insieme, a New York.

## Produzione

### Cast
Nell'agosto del 2017 Timothée Chalamet, Selena Gomez e Elle Fanning si sono uniti al cast del nuovo film di Woody Allen, scritto da lui stesso. Letty Aronson ha prodotto il film, mentre Amazon Studios avrebbe dovuto distribuirlo. A settembre Jude Law, Diego Luna, Liev Schreiber, Annaleigh Ashford, Rebecca Hall, Cherry Jones, Will Rogers e Kelly Rohrbach si sono uniti al cast del film. A ottobre, anche Suki Waterhouse si è unita al cast e Allen ha confermato il titolo del film.

### Riprese
Le riprese si sono svolte dall'11 settembre 2017 interamente a New York, e si sono concluse il 23 ottobre dello stesso anno.

### Controversie
La produzione del film è coincisa con la nascita del movimento Me Too, provocando una rinascita dell'interesse pubblico nell'accusa di abuso sessuale del 1992 contro Allen. Nell'ottobre 2017 Griffin Newman ha annunciato via Twitter che si è pentito di aver recitato nel film e che non avrebbe più lavorato con Allen in futuro. Newman ha donato il suo stipendio all'organizzazione RAINN. Nel gennaio 2018 Timothée Chalamet ha donato il suo stipendio, che comunque ammonta al minimo sindacale come per tutti i film di Allen, a RAINN, Time's Up e al Lesbian, Gay, Bisexual & Transgender Community Center. Selena Gomez ha fatto una donazione che supera il suo salario (oltre un milione) a Time's Up. E anche Rebecca Hall ha donato il suo stipendio a Time's Up. La Hall ha in seguito spiegato: "Sono intenzionata a dire che la scelta non è stata fatta per giudicare in un modo o nell'altro. Non credo che qualcuno in pubblico dovrebbe essere giudice e giuria per un caso così complesso".

## Promozione
A maggio 2019 Allen ha pubblicato tramite la propria pagina Facebook la locandina e il trailer del film.

## Distribuzione
A seguito delle controversie emerse durante la produzione, Amazon Studios ha annunciato il 29 agosto 2018 di non avere una data di uscita fissata per il film, sospendendone quindi la distribuzione negli Stati Uniti a tempo indeterminato. Nel gennaio 2019, alcuni tra i principali critici e intellettuali italiani, tra cui Paolo Mereghetti, Roberto Silvestri, Maurizio Porro e Pierluigi Battista, hanno firmato un appello promosso da Giulio Laroni e rilanciato dallo stesso Allen chiedendo di dare al film "la più ampia circolazione possibile".
Pochi giorni dopo, Allen ha presentato una causa da 68 milioni di dollari contro Amazon Studios, sostenendo che lo studio aveva abbandonato il film dando "solo vaghi motivi" e rescisso un contratto di quattro film sulla base di "un'accusa senza fondamento vecchia di 25 anni". L'azione legale richiede pagamenti minimi di garanzia per i quattro film, oltre a danni e spese legali. Il 20 maggio è stato riferito che Amazon ha restituito i diritti di distribuzione negli Stati Uniti a Allen. A novembre Allen ha risolto la causa contro Amazon ed entrambe le parti hanno presentato volontariamente una comunicazione congiunta per archiviare il caso.

### Data di uscita
Le date di uscita internazionali sono state:
- 26 luglio 2019 in Polonia (W deszczowy dzień w Nowym Jorku)
- 2 agosto in Lituania
- 22 agosto in Grecia (Μια Βροχερή Μέρα στη Νέα Υόρκη)
- 29 agosto nei Paesi Bassi
- 30 agosto in Turchia (New York'ta Yagmurlu Bir Gün)
- 18 settembre in Belgio e Francia (Un jour de pluie à New York)
- 26 settembre in Repubblica Ceca e Slovacchia (Daždivý deň v New Yorku)
- 4 ottobre in Estonia e Spagna (Día de lluvia en Nueva York)
- 10 ottobre in Russia (Дождливый день в Нью-Йорке)
- 11 ottobre in Vietnam
- 24 ottobre in Colombia e Portogallo (Um Dia de Chuva em Nova Iorque)
- 7 novembre in Argentina e Uruguay
- 15 novembre in Messico (Un día lluvioso en Nueva York)
- 28 novembre in Italia
- 5 dicembre in Germania
- 26 dicembre in Brasile (Um Dia de Chuva em Nova York)

## Accoglienza

### Incassi
In Italia, nel weekend di debutto, il film ha incassato un milione e trecentomila euro, totalizzando tre milioni e mezzo in nove settimane di programmazione. A livello internazionale, il film ha incassato oltre 22 milioni di dollari complessivi.

### Critica
Sul sito web RottenTomatoes, il film ottiene il 48% delle recensioni professionali positive, con un voto di 5.5/10, basato su 112 recensioni; il consenso critico del sito recita: "L'eccezionale cast aiuta ad elevare una sceneggiatura mediocre, ma comunque Un giorno di pioggia a New York non rientra neanche lontanamente nei migliori lavori di Allen." Tuttavia il cast (in particolare Chalamet, Gomez e Fanning) ha ricevuto numerose recensioni positive da pubblicazioni quali Variety, Little White Lies, Screen Daily e The Hollywood Reporter.